# György Dörner
György Dörner (geboren 9. Dezember 1953 in Budapest) ist ein ungarischer Schauspieler, Kulturpolitiker und seit Februar 2012 Theaterintendant des Neuen Theaters in Budapest.

## Leben
Dörner absolvierte 1979 die Budapester Theater- und Filmhochschule und erhielt ein Engagement am Budapester Nationaltheater, sowie in der Folge an den anderen Budapester Bühnen und auch in den ungarischen Provinztheatern. Seine erste Nebenrolle im Film hatte er 1973, seine erste Hauptrolle 1979, seither hat er in einer Vielzahl von ungarischen Kinofilmen und TV-Produktionen mitgespielt.

## Neues Theater Budapest
2011 wurde er vom Budapester Bürgermeister István Tarlós zusammen mit  István Csurka, der Vorsitzender der  rechtsextremen Partei MIÉP (Partei für Ungarisches Recht und Leben) war, ab dem 1. Februar 2012 zum Direktor des Neuen Theaters Budapest (Új Színház) bestimmt, was unter den ungarischen Theaterleuten zu Besorgnis führte und auch von der internationalen Presse nachgefragt wurde. Der inzwischen verstorbene Csurka wollte mit Dörner und dem Schriftsteller Zsolt Pozsgai (* 1960) in dem Theater mit dem „Aufbau einer Gemeinschaft der ungarisch-nationalen Erneuerung und Zusammengehörigkeit beginnen“. Dörner werde die Bühne „politischer“ machen und erwäge eine Umbenennung des Theaters in „Hinterland-Theater“ (Hátország Színház), um so dem vom "Sozialliberalismus" bedrohten „Ungarntum“ eine Bühne zu geben. Im August 2016 wurde Dörner vom Rat der Stadt für weitere fünf Jahre in seinem Amt bestätigt.

## Filmografie (Auswahl)
- 1990: Isten hátrafelé megy